# عزالدین قسام
محمد عزالدین بن عبدالقادر قسام معروف به عزالدین قسام (عربی: «محمد عز الدين بن عبد القادر القسام» معروف به: «عز الدين القسام»؛ (۱۹ دسامبر ۱۸۸۲ – ۲۰ نوامبر ۱۹۳۵)، مجاهد عرب سوری در زمان قیمومیت بریتانیا بر فلسطین بود که علیه مهاجرت یهودیان به فلسطین اقدام به مبارزه مسلحانه کرد. قسام در ۲۰ نوامبر ۱۹۳۵، در درگیری با نیروهای انگلیسی در تپه‌های جلیله کشته شد.
به علت محبوبیت وی شاخه نظامی حماس گردان‌های عزالدین قسام نام دارد و موشک‌هایی با نام راکت قسام نیز تولید می‌شود.
وی در یک گورستان مسلمانان در حیفا به خاک سپرده شد.

## زندگی‌نامه
شیخ عزالدین قسام به سال ۱۸۷۱ در روستای کوهستانی جبله در نزدیکی شهر لاذقیه سوریه به دنیا آمد و در همان‌جا بزرگ شد. او پس از اینکه چند سال نزد شیخ محمد عبده در «الازهر» مصر به فراگیری علوم مشغول بود به وطن خود بازگشت و مشغول تدریس شد. همزمان با تدریس با گروه‌های مبارزاتی نیز در تماس بود. او ابتدا به گروه عمر بیطار پیوست و سپس در شمال سوریه، همراه با شیخ صالح علی علیه نیروهای فرانسوی جنگید (۱۹۲۰–۱۹۲۱). قسام پس از آنکه از سوی دادگاه به اعدام محکوم شد، در ۵ فوریه ۱۹۲۲ به حیفا رفت و در آنجا مشغول تدریس علوم اسلامی گردید.